# 유재규
유재규(柳在珪, 1933년 10월 16일 ~ )는 대한민국의 정치인이다. 제16대 국회의원을 지냈다.

## 학력
- 횡성초등학교 졸업
- 횡성중학교 졸업
- 횡성고등학교 졸업
- 동국대학교 정치학과 학사

## 경력
- 강원도청 기획예산, 서무, 회계 과장
- 강원도 철원, 횡성, 홍천, 정선, 삼척 군수
- 민주당 강원도당위원장
- 민주당 중앙당 윤리위원장
- 행정자치위원회 위원
- 예ㆍ결산 특별위원회 위원
- 재해대책특별위원회 간사
- 미래전략특별위원회 위원
- 2018.03 ~ 2020.02 민주평화당 강원도당 위원장

## 역대 선거 결과
|  | 45.79% |

|  | 30.35% |

|  | 20.72% |

|  | 35.22% |

|  | 10.07% |

|  | 4.34% |